# Don Schlundt
Don Schlundt (nacido el 14 de marzo de 1932 en South Bend, Indiana y fallecido el 10 de octubre de 1985 en Indianápolis, Indiana) fue un jugador de baloncesto estadounidense que disputó una brillante carrera en la NCAA pero que prefirió no dar el salto al profesionalismo. Con 2,08 metros de altura, lo hacía en la posición de pívot.

## Trayectoria deportiva

### Universidad
Jugó durante cuatro temporadas con los Hoosiers de la Universidad de Indiana, en las que promedió 23,3 puntos y 9,1 rebotes por partido. En su primera temporada ya comenzó a destacar, anotando 28 puntos en su sexto partido ante Kansas State. Al año siguiente fue pieza clave para la consecución del Torneo de la NCAA, derrotando a Kansas en la final por 69-68, anotando 30 puntos en el partido, y siendo elegido en el quinteto ideal del torneo.
Su mejor marca anotadora a lo largo de su carrera fueron 47 puntos, conseguidos en dos ocasiones, curiosamente ante el mismo equipo, Ohio State Buckeyes. Además logró un récord de la NCAA al anotar 49 tiros libres en una serie de cuatro partidos consecutivos. Anotó 2.192 puntos en el total de sus cuatro años en Indiana, un récord que se mantuvo durante 32 años en su universidad hasta ser superado por Steve Alford.
Fue elegido en sus tres últimas temporadas en el mejor quinteto de la Big Ten Conference, y mejor jugador en 1953. En 1954 fue incluido en el mejor quinteto All-American y en el segundo en 1953 y 1955.

### Profesional
Fue elegido en la 16.ª posición del Draft de la NBA de 1955 por Syracuse Nationals, pero renunció a tener una carrera profesional.

## Fallecimiento
Schlundt falleció el 10 de octubre de 1985 en el Hospital St. Vincent de Indianápolis, a los 53 años de edad, víctima de un cáncer.